# ارتش جمهوری صرب کراینا
ارتش جمهوری صرب کراینا (صربی: Српска војска Крајине/Srpska vojska Krajine) (یا ارتش صرب کراینا) نیروهای مسلح جمهوری صرب کراینا در کرواسی و در جریان جنگ استقلال کرواسی بود.
این ارتش در ۱۹ مارس ۱۹۹۲ و پس از تشکیل جمهوری صرب کراینا به‌وجود آمد و در سال ۱۹۹۵ و در جریان عملیات طوفان از بین رفت.

## فرماندهان

### فرمانده کل
- میلان بابیچ
- گوران هاجیچ
- میلان مارتیچ

### فرمانده
- میله نواکویچ
- میلان چلکتیچ
- میله مرکشیچ